# Mieczysław Wieliczko (historyk)
Mieczysław Józef Wieliczko (ur. 19 marca 1935 w Jaśle, zm. 20 sierpnia 2009 tamże) – profesor historii, autor opracowań naukowych na temat Jasła i regionu podkarpackiego.

## Życiorys
Ukończył studia historyczne na Uniwersytecie im. Marii Curie-Skłodowskiej w Lublinie w roku 1956. W latach 60. uczestniczył w tworzeniu monografii Studia z Dziejów Jasła i powiatu jasielskiego, wydanej z okazji obchodów 600-lecia miasta Jasła w 1965 r. Napisał przewodnik Jasło i okolice, 500 zagadek o Rzeszowie i ziemi rzeszowskiej oraz o przemyśle naftowym na Podkarpaciu, umocnieniach (inwentaryzacja) linii Mołotowa i wychodźctwie Polaków we wrześniu 1939 roku. Pisał też artykuły w wydawanych później nieregularnie zeszytach "Rocznika Jasielskiego". Jest autorem kilkuset publikacji naukowych, był wychowawcą i mistrzem wielu pokoleń historyków. W roku 1974 obronił na Uniwersytecie UMCS pracę doktorską na temat Jasielskie w latach II wojny światowej. W latach 1956–1974 pracował jako nauczyciel historii w Jaśle, pisząc w tym czasie pracę doktorską. W roku 1974 został adiunktem w Zakładzie Historii Najnowszej Instytutu Historii UMCS w Lublinie. Tam przeszedł kolejne szczeble kariery naukowej, aż do tytułu profesora.
Żona Bronisława, mgr prawa (ur. 1940) dzieci: syn Tomasz, lek.med. (ur. 1960) oraz córki Dorota, lek.med. (ur. 1962) i Magdalena, mgr filologii (ur. 1963).
Odznaczony w 2005 roku tytułem "Zasłużony dla Miasta Jasła". Zmarł nagle w wieku 74 lat.Odznaczony pośmiertnie w październiku 2009 roku tytułem Honorowy Obywatel Miasta Jasła za wybitne zasługi w propagowaniu Jasła i regionu jasielskiego.

## Główne prace
- Jasło i okolice, Sport i Turystyka, Warszawa 1966
- 500 zagadek o Rzeszowie i ziemi rzeszowskiej, Wiedza Powszechna, Warszawa 1973
- Jasielskie w latach drugiej wojny światowej, Wydawnictwo Ministerstwa Obrony Narodowej, Warszawa 1974
- Polacy na Węgrzech, Polonijne Centrum Kulturalno-Oświatowe Uniwersytetu Marii Curie-Skłodowskiej, Lublin 1977
- Walki w okolicach twierdzy przemyskiej w latach 1914–1915 na łamach prasy polskiej, Muzeum Narodowe Ziemi Przemyskiej, Przemyśl 1992
- Jeniectwo wojenne Polaków w Rosji w latach 1503–1918. Określanie problemu, Wydawnictwo Uniwersytetu Marii Curie-Skłodowskiej, Lublin 1998
- Dzieje społeczne Polaków w warunkach okupacji 1939–1944/1945, Wydawnictwo Uniwersytetu Marii Curie-Skłodowskiej, Lublin 1999
- Polski przemysł naftowy pod niemiecką okupacją w latach 1939–1945, Wydawnictwo Uniwersytetu Marii Curie-Skłodowskiej, Lublin 2001
- (z Maciejem Józefowiczem) Ksiądz Wincenty Danek = Wincenty Danek tisztelendő, Polskie Stowarzyszenie Kulturalne im. Józefa Bema na Węgrzech, Budapeszt 2005